# احمد الجبوری
احمد الجبوری، یک بازیکن فوتبال اهل ایران است.  وی هم‌اکنون برای باشگاه فوتبال بعثت کرمانشاه بازی می‌کند.

## افتخارات
نساجی مازندران
- نایب قهرمانی در لیگ آزادگان و صعود به لیگ برتر: ۹۷–۱۳۹۶

فردی
- آقای گل لیگ ۲